# Raphaela Rose
Raphaela Rose (* 1987 in Frankfurt am Main) ist eine deutsche Kostümbildnerin.

## Leben
Raphaela Rose assistierte nach ihrem Abitur im Bereich Mode und Set Design in New York. An der Fachhochschule Trier absolvierte sie von 2008 bis 2013 ein Modedesignstudium. Eines ihrer ersten Engagements führte sie an die Stadsschouwburg Amsterdam, wo sie Thomas Ostermeier bei seiner Inszenierung von Ibsens Gespenster assistierte. 2011 nahm sie als Gewinnerin des Hessischen Preises für Nachhaltigkeit an der Ethical Fashionshow in Paris teil. Nach dem Studium absolvierte sie die Gesellenprüfung zur Maßschneiderin für Damen, stellte ihre Bachelorarbeit im Rahmen der Berlin Fashionweek im Edged Showroom aus und war als Kostümbildnerin der Jungen Oper Rhein-Main tätig. Von 2012 bis 2015 war sie als feste Kostümassistentin am Schauspiel Frankfurt engagiert. Hier entwickelte sie ihre ersten eigenen Kostüme. Seit Mitte 2015 arbeitet sie als freie Kostümbildnerin.

## Kostüme (Auswahl)
2012–2014
- Der Hals der Giraffe von Judith Schalansky am Schauspiel Frankfurt | Regie: Florian Fiedler[2]
- Fauser, mon amour nach Der Schneemann von Jörg Fauser am Schauspiel Frankfurt | Regie: Alexander Eisenach[3]
- Der Zeuge von Vivienne Franzmann am Schauspiel Frankfurt | Regie: Leonie Kubigsteltig[4]
- Die Geschichte von den Pandabären von Matei Vișniec am Schauspiel Frankfurt | Regie: Christian Franke[5]

2015
- Wut und Gedanke von Christian Franke am Schauspiel Frankfurt | Regie: Christian Franke[6]
- Macbeth von Dave St-Pierre und William Shakespeare am Schauspiel Frankfurt | Regie: Dave St-Pierre[7]
- Der zerbrochne Krug von Heinrich von Kleist am Schauspiel Frankfurt | Regie: Oliver Reese[8]
- Terror von Ferdinand von Schirach am Schauspiel Frankfurt | Regie: Oliver Reese[9]

2016
- Der alte Affe Angst von Oskar Roehler am Schauspiel Frankfurt | Regie: Ersan Mondtag[10]
- Shoot / Katzelmacher / Repeat von Rainer Werner Fassbinder / Mark Ravenhill am Schauspiel Frankfurt | Regie: Susanne Wolff[11]
- Iphigenie von Ersan Mondtag am Schauspiel Frankfurt | Regie: Ersan Mondtag[12]
- One for the Road / Der stumme Diener von Harold Pinter am Schauspiel Frankfurt | Regie: Jürgen Kruse[13]

2017–2018
- Der Spieler : Dostojewski von Christian Franke am Staatstheater Wiesbaden | Regie: Christian Franke[14]
- Caligula von Albert Camus am Schauspiel Frankfurt | Regie: Dennis Krauß[15]
- Rinaldo von Georg Friedrich Händel an der Oper Frankfurt | Regie: Ted Huffman | Musikalische Leitung: Simone Di Felice[16]
- Ein Bericht für eine Akademie von Franz Kafka am Schauspiel Frankfurt | Regie: Isaak Dentler[17]
- Die letzte Station von Ersan Mondtag am Berliner Ensemble | Regie: Ersan Mondtag[18]

- Das dritte Leben des Fritz Giga von Christian Franke am Theater Oberhausen | Regie: Christian Franke[19]

2019–2020
- Rusalka von Antonín Dvořák an der Opéra national du Rhin | Regie: Nicola Raab | Musikalische Leitung: Antony Hermus[20]
- Pénélope von Gabriel Fauré an der Oper Frankfurt | Regie: Corinna Tetzel | Musikalische Leitung: Joana Mallwitz[21]
- La gazzetta von Gioachino Rossini an der Oper Frankfurt | Regie: Caterina Panti Liberovici | Musikalische Leitung: Simone Di Felice[22]